# Deathcore
Deathcore là một sự pha trộn của hai phong cách âm nhạc: metalcore và death metal. Nó có các đoạn riff, blast beat của death metal và breakdown của metalcore.

## Đặc điểm
Dù là một nhánh con của metalcore, deathcore chịu ảnh hưởng nặng của death metal hiện đại ở đánh trống tốc độ (gồm cả blast beat), guitar down-tune, growl truyền thống, và thường xuất hiện scream và breakdown của metalcore.

## Lịch sử
Dù sự lai giữa death metal và crossover thrash sớm được Repulsion của Michigan thử nghiệm, những cựu binh death metal của New York là Suffocation và Dying Fentus của Maryland nằm trong những nhóm death metal đầu tiên tạo nên sự suy giảm yếu tố death metal trong âm nhạc. Thêm vào đó, nhóm nhạc thuần hardcore như Earth Crisis vay mượn một lượng lớn các yếu tố từ death metal, giống Converge và Hatebreed đã làm. Trước khi deathcore nổi lên, những ban nhạc như Abscess và Unseen Terror sử dụng cụm từ này để chỉ sự lai giữa hardcore punk/death metal. Nhóm Blood của Đức cũng phát hành một demo năm 1986 lấy tên Deathcore, trong khi một nhóm nhạc Đức khác, thành lập năm 1987 và có liên quan với Blood, sử dụng "Deathcore" làm tên ban nhạc.
Deathcore được chú ý nhiều nhất tại miền tây nam nước Mỹ, đặc biệt Arizona và California (đáng chú ý nhất là Coachella Valley), ngôi nhà của nhiều ban nhạc đáng chú ý và nhiều festival. Cũng có được thành công tương tự, nhiều ban nhạc deathcore nổi tiếng hoặc sắp ra mắt cũng xuất hiện tại Black Market Activities, một hãng đĩa của Guy Kozowyk, thành viên nhóm The Red Chord.

## Phê bình
Deathcore thường bị phê phán hay xem thường, đặc biệt là ở fan "cứng" của các thể loại metal khác. Lý do là bởi nó kết hợp death metal và metalcore, với việc lạm dụng breakdown.